# Рахім Едвардс
Рахім Едвардс (англ. Raheem Edwards, нар. 17 липня 1995, Торонто) — канадський футболіст, півзахисник клубу «Торонто» та національної збірної Канади.

## Клубна кар'єра

### Ранні роки
Едвардс народився в Торонто і ріс у Міссіссозі, де почав займатися футболом у дитячо-юнацькій команді «Ерін-Міллз» у віці 6 років.
У 2014 році Едвардс поступив в Коледж Шерідана, і в тому ж році в складі команди вузу здобув перемогу в національній студентській лізі

### «Торонто»
У березні 2015 року Едвардс приєднався до академії «Торонто». Трохи пізніше він був заявлений за фарм-клуб «червоних» — «Торонто II», що виступав у United Soccer League, і 28 березня дебютував за другу команду у матчі проти «Монреаля». 1 серпня 2015 року «Торонто II» уклав з Едвардсом постійний професійний контракт. Через тиждень, 8 серпня, він забив свій перший гол на дорослому рівні, вразивши ворота «Піттсбург Рівергаундс».
29 червня 2016 року основна команда «Торонто» уклала з Едвардсом короткострокову угоду. У той же день у матчі-відповіді фіналу Чемпіонату Канади проти «Ванкувер Вайткепс» відбувся його дебют за «Торонто». Вперше на поле в матчі MLS він вийшов 2 липня у зустрічі з «Сіетл Саундерс». Перед самим початком сезону 2017 Едвардс був підписаний першою командою «Торонто» на постійній основі. Наразі встиг відіграти за команду з Торонто 14 матчів в національному чемпіонаті.

## Виступи за збірні
Протягом 2015—2016 років залучався до складу олімпійської збірної Канади. У її складі брав участь у футбольному турнірі Панамериканських ігор 2015 року, де зіграв у двох матчах. У травні 2016 року він брав участь у товариських матчах олімпійців Канади з олімпійськими збірними Гаяни і Гренади, в яких відзначився по голу. Всього зіграв у 4 офіційних матчах, забивши 2 голи.
У січні 2017 року Едвардс викликався в тренувальний табір національної збірної Канади напередодні товариської гри зі збірною Бермудських островів, але в заявку безпосередньо на матч включений не був. За збірну Канади Едвардс дебютував 13 червня 2017 року в товариському матчі зі збірною Кюрасао.
У наступному місяці у складі збірної був учасником розіграшу Золотого кубка КОНКАКАФ 2017 року у США..
Наразі провів у формі головної команди країни 1 матч.